# Vodski jezik
Vodski jezik (ISO 639-3: vot), gotovo nestali jezik kojim se služilo 15 osoba (1997; 25, 1979, Valt) od ukupno 73 pripadnika etničke grupe Voda (200, 1990. po A. E. Kibriku), malenog naroda naseljenog u području Kingiseppa kod Sankt Peterburga u zapadnoj Rusiji. Postoji istočnovodski i zapadnovodski dijalekt.

## Vanjske poveznice
- Ethnologue (14th)
- Ethnologue (15h)